# 切爾尼吉夫卡 (索洛涅區)
48°3′43″N 34°15′17″E / 48.06194°N 34.25472°E
切爾尼吉夫卡（烏克蘭語：Чернігівка）是烏克蘭中部的村莊，隸屬第聶伯羅彼得羅夫斯克州的第聶伯羅區。該村距離新馬爾伊夫卡1.5公里，海拔高度101米，2001年人口64。